# Лёртсю
Лёртсю (фин. Lörtsy) — традиционное финское блюдо в виде плоского жаренного во фритюре закрытого пирога с начинками из мяса, рыбы, ягод, овощей или варенья. Традиция приготовления лёртсю происходит из Савонлинны в провинции Саво.

## История
Свои корни лёртсю берёт в городе Савонлинна, в провинции Саво (Финляндия). Первые лёртсю начали продаваться там в 1950-х годах. В настоящее время лёртсю доступны почти во всех частях Финляндии и приготавливаются как с традиционной мясной (рис + мясной фарш), так и сладкими (яблоки, брусника, морошка, малина или варенье) начинками, а также с рыбой или овощами.

## Особенности употребления
Финский лёртсю напоминает полукруглый пирог, чебурек или закрытую пиццу в форме диска и подаётся в качестве горячей закуски.
После жарки во фритюре лёртсю разрезают пополам и вкладывают кружок варёной колбасы и нарезанное кружками яйцо вкрутую. Добавляется по вкусу горчица, кетчуп и салат из маринованных огурцов в горчичном соусе.